# Aberfeldy
Aberfeldy (gael.: Obar Pheallaidh) – miasto (pierwotnie burgh, czyli autonomiczna jednostka występująca tylko w Szkocji, niekoniecznie miasto) w hrabstwie Perth and Kinross w Szkocji, nad rzeką Tay. W 1725 roku założony został tutaj Black Watch, szkocki batalion piechoty.  
W mieście znajduje się wytwórnia whisky Aberfeldy.